# Quebrada de Pinte
Quebrada de Pinte es una localidad chilena ubicada en la Provincia del Huasco, Región de Atacama. De acuerdo a su población es una entidad que tiene el rango de  caserío. Esta quebrada cuenta con un caserío del mismo nombre y que forma parte del Valle de El Tránsito, que antiguamente se conocía como Valle de los Naturales.

## Historia
Los antecedentes históricos de la Quebrada de Pinte son escasos, sus primeros habitantes están relacionados con la Cultura El Molle, prueba de ello es un sitio arqueológico constituido por un cementerio de seis túmulos funerarios cercano al actual Museo de Sitio.

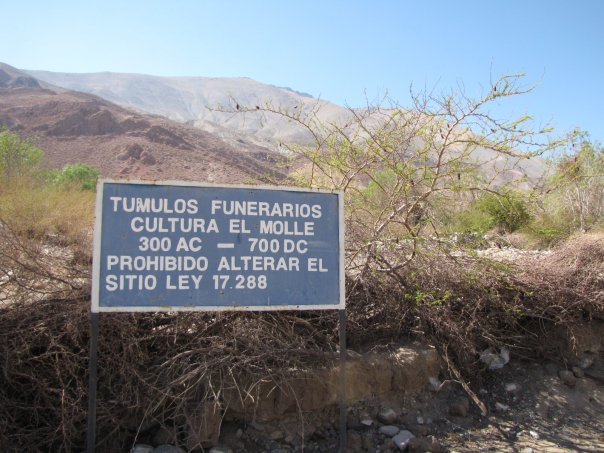
Letrero que indica la Presencia de túmulos funerarios de La Cultura El Molle, Pinte

Se han encontrado vestigios de asentamientos atribuidos a la cultura Las Animas, aunque algunos autores la reconocen como una fase temprana de la cultura Diaguita chilena.
A partir de 1800, Pinte forma parte de la Subdelegación de El Tránsito.
En 1907 aparece como Pinto del Ají y como Quebrada Pinta en 1914.
El año 1870 llegó a vivir y trabajar a Huasco Alto el padre italiano Paulino Romani, quien estimuló la construcción de una Capilla en La Pampa y oratorios en Pinte y El Olivo.
En 1872 hubo una visita de Obispo José Manuel Orrego a El Tránsito.
Desde 1895 hasta 1906, la capilla era atendida por un Vice- Párroco, que venía desde Alto del Carmen. En 1908 se crea la Parroquia de Huasco Alto.
En 1873 la Capilla Virgen de la Merced fue construida por Andrés Huerta y Esteban Tamblay, contratados por Cayetano Trigo. La imagen de la Virgen de la Merced fue donada por Gregoria Trigo y la imagen de San Francisco por Mercedes Villegas de Trigo.
Con el terremoto de 1922 la Capilla quedó semidestruida, luego en 1928 fue reconstruida por la propia comunidad, adicionalmente se creó una plaza con naranjos. Esta última fue entregada a la Municipalidad en 1984.

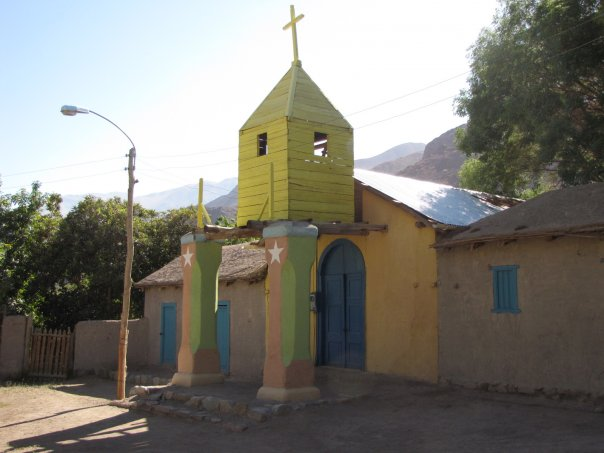
Iglesia Nuestra Señora de La Merced, Pinte

En 1933 se construyó una capilla en  La Arena, pero la capilla de Pinte siguió funcionando y atendida por el Padre Alonso García, quien se movilizaba a caballo. Fue el padre García quien cambió la fecha original de la Fiesta de la Merced del 24 de septiembre para el primer domingo de octubre por estar muy cerca de las Fiestas Patrias, y para no tenerla el mismo día de la Fiesta de la Merced en  San Félix.
En 1979 se crea la Municipalidad de Alto del Carmen y tanto el caserío de Pinte como otros asentamientos de la quebrada pasan a formar parte de esta comuna.

## Turismo
La Quebrada de Pinte es parte de una formación geológica correspondiente al periodo Jurásico, gran parte de sus laderas expuestas presentan restos paleontológicos marinos, los cuales se encuentran protegidos por la Ley 17.288 de 1971 de Monumentos Nacionales.
Algunas formaciones geológicas poseen nombres locales como La Mota, El Mapa y La Torre; la superposición de distintas capas geológicas con fósiles marinos permite apreciar un hermoso espectáculo de colores también llamado El Arcoíris de Atacama. Para quienes gustan de la fotografía es necesario apreciar este lugar entre las 14 y 17 horas.
El caserío de Pinte cuenta con la capilla de Nuestra Señora de las Mercedes, cuya arquitectura es de carácter netamente local con un pequeño campanario situado sobre columnas de adobe frente a la entrada, similar a otras capillas de zona (Incahuasi, Chañar Blanco y la desaparecida capilla de La Laja), cuenta con una pequeña plaza conformada por naranjos que fueron plantados por la comunidad. En esta capilla se celebra cada año durante el fin de seman más próximo al 20 de enero la 'Fiesta del Roto Chileno'.
Antiguamente existía otro caserío en la Quebrada del Ají, ubicada en la parte superior de la Quebrada de Pinte.
Esta localidad posee un pequeño Museo de Sitio, con una muestra de restos paleontológicos locales y de algunos restos arqueológicos encontrados en los alrededores.
En esta localidad es posible encontrar artesanía en lana tejida a telar y teñida bajo técnicas ancestrales, igualmente es posible conseguir productos agrícolas como paltas, naranjas y quesos artesanales.

## Accesibilidad y transporte
La Quebrada de Pinte se ubica a 12 km al interior del poblado de El Tránsito, 7 km para llegar a su acceso y 5 km adicionales por camino de tierra para llegar al villorrio, 42 km del poblado de Alto del Carmen y a 87 km de la ciudad de Vallenar.
Si usted aloja en Vallenar, consulte con anticipación por servicios de excursiones guiadas, las cuales pueden tomar todo el día (Full day).
Existe transporte público diario a través de buses de rurales desde el terminar rural del Centro de Servicios de la Comuna de Alto del Carmen, ubicado en calle Marañón 1289, Vallenar. Sin embargo, este solo puede dejarle en la localidad de La Arena o en el camino de acceso a la quebrada.
Si viaja en vehículo propio, no olvide cargar suficiente combustible en Vallenar antes de partir. No existen puntos de venta de combustible en la comuna de Alto del Carmen.
A pesar de la distancia, es necesario considerar un tiempo mayor de viaje, debido a que la velocidad de viaje esta limitada por el diseño del camino. Se sugiere hacer una parada de descanso en el poblado de Alto del Carmen o en El Tránsito para hacer más grato su viaje.
El camino es transitable durante todo el año, sin embargo es necesario tomar precauciones en caso de eventuales lluvias en invierno.

## Alojamiento y alimentación
En la comuna de Alto del Carmen existen pocos servicios de alojamiento formales en Alto del Carmen y en Chanchoquín Grande, se recomienda hacer una reserva con anticipación.
Próximo a El Tránsito existen algunos servicios de alojamiento rural en casas de familia en proceso de formalización.
En Pinte no hay servicios de Camping, sin embargo se puede encontrar algunas facilidades para los campistas próximo al Museo de Sitio.
Los servicios de alimentación son escasos, existiendo en Alto del Carmen, Chanchoquín Grande y en El Tránsito algunos restaurantes.
En muchos poblados como El Tránsito y La Arena hay pequeños almacenes que pueden facilitar la adquisición de productos básicos durante su visita.

## Salud, conectividad y seguridad
La Quebrada de Pinte con servicio de electricidad, iluminación pública y red de agua potable rual.
En el poblado de  El Tránsito existe un Retén de Carabineros de Chile y una Posta Rural dependiente de la Municipalidad de Alto del Carmen
Quebrada de Pinte no cuenta con servicio de teléfonos públicos rurales, ni señal para teléfonos celulares.
El Municipio cuenta con una red de radio VHF en toda la comuna en caso de emergencias, incluyendo Pinte.